# 종말의 세라프
《종말의 세라프》(일본어: 終わりのセラフ)는 카가미 타카야(원작), 야마모토 야마토(작화), 후루야 다이스케(콘티)가 원작한 일본의 미디어 믹스 작품이다. 「점프스퀘어」(슈에이샤) 2012년 10월호부터 발간중. 단행본은 점프 코믹스에서 발행하고 있다.